# José Luis Ballester (simmare)
För andra betydelser, se José Luis Ballester.
Artikeln följer den spanska namnseden; faderns efternamn är Ballester och moderns efternamn Rubert.
José Luis Ballester Rubert, född 17 augusti 1969 i Castelló de la Plana, är en spansk simmare.
Han deltog i simning vid de olympiska sommarspelen 1988, 1992 och 1996.
Ballester studerade vid University of Florida och tävlade i simning för deras idrottsförening Florida Gators.
Han och Sonia Barrio är föräldrar till Josele Ballester.